# Маяк Уинтер-Харбор
Маяк Уинтер-Харбор (англ. Winter Harbor Light) — маяк, расположенный на небольшом острове Марк на входе в гавань города Уинтер-Харбор, округ Ханкок, штат Мэн, США. Построен в 1856 году. Деактивирован в 1934 году.

## История
В 1855 году Конгресс США выделил 4 500$ на строительство маяка неподалеку от входа в залив Француза, чтобы корабли могли направится в безопасную гавань в случае непогоды в заливе. В качестве места для строительства был выбран небольшой остров Марк. Строительство было завершено в 1856 году. Маяк представлял собой цилиндрическую кирпичную башню высотой 6 метров с железной восьмиугольной с палубой и перилами на вершине и линзой Френеля в качестве осветительного прибора. Двухэтажный дом смотрителя был сделан из дерева. В 1876 году из-за плохого состояния старого дома смотрителя, он был снесен и взамен был построен новый двухэтажный дом, также из дерева. В 1878 году дополнительно был построен эллинг. В 1905 году была построена небольшая котельная. В 1934 году Береговая охрана США признала маяк избыточным и вывела его из эксплуатации. Маяк был продан на аукционе.
В 1988 году он был включен в Национальный реестр исторических мест.